# Sân bay quốc tế Toluca
Sân bay quốc tế Licenciado Adolfo López Mateos (IATA: TLC, ICAO: MMTO) là một sân bay quốc tế ở Toluca, bang Mexico, México. Sân bay này chủ yếu phục vụ các hãng hàng không giá rẻ như Interjet và Volaris. Sân bay được đặt tên theo tổng thống Adolfo López Mateos. Các máy bay hoạt động ở đây gồm Embraer ERJ-145, Boeing 737-200, Boeing 737-300, Boeing 737-500, Boeing 737-700, Airbus A319-100, Airbus A320-200 và DC-10 của FedEx
Năm 2002, sân bay này phục vụ 145.000 lượt khách. Năm 2007, con số này là 3.920.000 lượt khách.

## Các nhà ga
- Nhà ga quốc nội

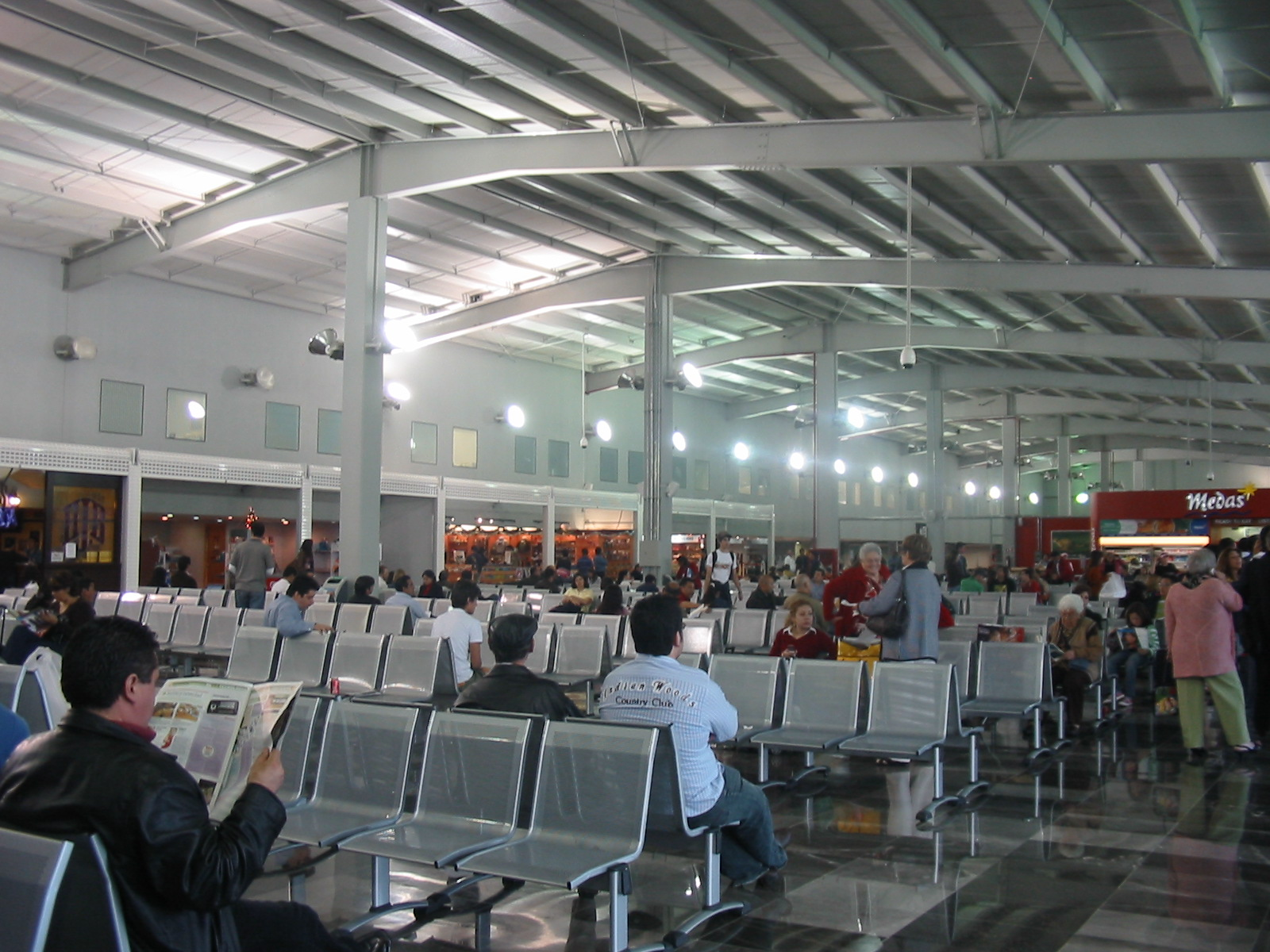
Sảnh chờ nhà ga quốc nội.

  - Interjet Acapulco, Cancún,, Guadalajara, Ixtapa-Zihuatanejo, Los Cabos, Monterrey, Puerto Vallarta
  - Volaris Cancún,Guadalajara
- Nhà ga quốc tế
  - Spirit Airlines
    - Fort Lauradelle,Dallas

### Các hãng vận tải hàng hóa
- FedEx

hãng hàng không hoạt động ở đây
- Lineas Aereas Azteca
- Magnicharters
- Aeromexico Connect
- Click Mexicana
- Air Madrid